# Allium nuratavicum
Allium nuratavicum — вид квіткових рослин з підродини цибулевих (Allioideae). Ендемік Узбекистану.